# 한국홍가슴개미
한국홍가슴개미(학명: Camponotus atrox)는 한반도를 중심으로 분포하고 있는 종의 개미다. 한국에서 일본왕개미(Camponotus japonicus)와 마찬가지로 가장 큰 종류이기도 하다.

## 특징
일개미의 평균 몸길이는 7~12mm의 크기를 가지며, 여왕개미는 18mm로 모두 일본왕개미와 동일한 크기를 가진다.
한국홍가슴개미는 해발고도가 대략적으로 500m 이상 되는 산지에 많이 서식하며, 한반도 남부지방에선 주로 600~700m 이상에서 볼 수 있다. 그러나 낮은 저지대 부근에서도 발견되는 경우가 종종 있어서 적어도 최소 높이는 200m이내 정도로 판단된다. 다만, 강원도에서는 평지에서도 서식한다. 서식환경은 울창한 삼림지대나 산지의 높은 곳의 초원 등지나 암반석들이 즐비한 장소, 고산 숲 등이다. 돌 아래, 썩은 나무, 갈라진 바위틈 등지에 보금자리를 형성한다. 결혼비행은 5~6월 사이에 일어나며, 드물게 여왕개미 2마리가 존재하는 복수여왕제 군체가 발견되기도 한다. 한국홍가슴개미와 홍가슴개미를 착각하는 사람이 많은데, 홍가슴개미는 가슴부터 배첫마디까지 붉은색을 띠고 한국홍가슴개미는 말 그대로 가슴만 붉은색이다.
일본에 분포하는 홍가슴개미(Camponotus obscuripes)와는 지리적 격리로 인한 서로 다른 종이다.